# Riva Palacio
Riva Palacio é um município do estado de Chihuahua, no México.